# Wolf-Dieter Deckwer

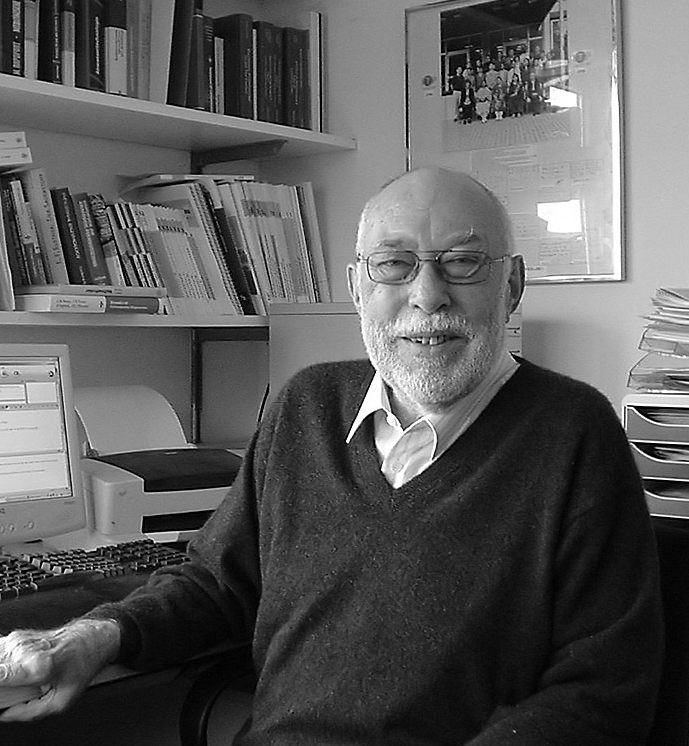
Wolf-Dieter Deckwer (2005)

Wolf-Dieter Deckwer (* 3. August 1941 in Finsterwalde, Brandenburg; † 4. Oktober 2006 in Oldenburg) war ein deutscher Chemiker.

## Leben
Deckwer verbrachte seine Kindheit in Brandenburg und in Hessen. Nach dem Abitur nahm er das Studium der Chemie an der Technischen Universität Berlin auf. 1973 wurde Deckwer zum Doktor der Naturwissenschaften promoviert, 1975 folgte die Habilitation an der TU Berlin, Mentor war jeweils Herbert Kölbel. Dort arbeitete Deckwer bis 1976 als Privatdozent. Einem Ruf auf eine Professur für Technische Chemie an die Universität Hannover folgte Deckwer 1976. Zwischenzeitlich war er Gastprofessor an der University of Pittsburgh (USA). Von 1981 bis 1986 baute Deckwer als erstberufener Lehrstuhlinhaber das Fach Technische Chemie an der Carl von Ossietzky Universität Oldenburg auf. Seit 1986 wirkte Deckwer als Leiter der Abteilung Bioverfahrenstechnik an der Gesellschaft für Biotechnologische Forschung (jetzt Helmholtz-Zentrum für Infektionsforschung) in Braunschweig-Stöckheim und als Professor an der Technischen Universität Braunschweig.
Aus Deckwers Ehe mit seiner Frau Monika sind zwei Söhne hervorgegangen, ein Physiker und ein Chemiker.

## Wirken
Sein wissenschaftliches Werk umfasst über 400 Veröffentlichungen. Das wissenschaftliche Feld, auf dem Deckwer arbeitete, war auffallend vielfältig. So beschäftigte er sich in Berlin mit Blasensäulenreaktoren und der Absorption von Isobuten in Schwefelsäure. In Hannover setzte Deckwer seine Forschungen über Multiphasenreaktoren fort, beschäftigte sich nun mit Gaslöslichkeiten in Fermentationsmedien, der Immobilisierung von Enzymen für biotechnologische Anwendungen, der Chlorierung von Toluol und modernen Varianten der Fischer-Tropsch-Synthese. Ein weiteres exotisches Forschungsthema war die Wasseraufbereitung von Abwässern aus Atommeilern. In Oldenburg wurden die experimentellen Arbeiten zur Fischer-Tropsch- und Methanol-Synthese fortgesetzt. Deckwer war Gastgeber mehrerer Stipendiaten der Alexander von Humboldt-Stiftung (E. Alper, Türkei; K.D.P. Nigam, Indien; Stanislaw Ledakowicz, Polen; Ahmed Zaidi, Marokko). Deckwer war ein exzellenter akademischer Lehrer.
An der Gesellschaft für Biotechnologische Forschung (GBF) forschte Deckwer über integrierte Bioverfahrenstechnik, mikrobielle und Tierzell-Kulturen, umweltbezogene Biotechnologie und die Gewinnung von Chemikalien aus nachwachsenden Rohstoffen. Deckwer war ein Pionier auf diesen Arbeitsgebieten.
Zu seinen akademischen Schülern zählen die Professoren Adrian Schumpe, Christoph Wittmann (beide TU Braunschweig) und An-Ping Zeng (Technischen Universität Hamburg-Harburg).

## Werke
- Wolf-Dieter Deckwer: Reaktionstechnik in Blasensäulen. Salle, Frankfurt am Main 1985, ISBN 978-3-79-355540-7.
- Wolf-Dieter Deckwer: Bubble Column Reactions. John Wiley & Sons, 1992, ISBN 978-0-47-191811-0.
- Wolf-Dieter Deckwer und Horst Schütte: Bioprocessing. Wiley-VCH, 2002, ISBN 978-3-52-730177-5.
- Wolf-Dieter Deckwer: Biochemical Engineering. Wiley-VCH, 2003, ISBN 978-3-52-730445-5.

| Personendaten    | Personendaten             |
| ---------------- | ------------------------- |
| NAME             | Deckwer, Wolf-Dieter      |
| KURZBESCHREIBUNG | deutscher Chemiker        |
| GEBURTSDATUM     | 3. August 1941            |
| GEBURTSORT       | Finsterwalde, Brandenburg |
| STERBEDATUM      | 4. Oktober 2006           |
| STERBEORT        | Oldenburg, Niedersachsen  |